# ANT-37
ANT-37 – radziecki dwusilnikowy samolot rekordowy konstrukcji biura konstrukcyjnego Tupolewa, przeznaczony do lotów dalekiego zasięgu. Przystosowany do roli samolotu bombowego (oznaczenie DB-2). Wersja rozwojowa jednosilnikowego samolotu ANT-25. 

## Historia
Głównym konstruktorem samolotu był Pawieł Suchoj z biura Tupolewa. Głównym zamierzeniem zespołu konstrukcyjnego było zbudowanie bombowca zdolnego do przeprowadzania nalotów na cele położone w głębi terytorium przeciwnika.
Prototyp ANT-37 oblatano 16 czerwca 1935. 20 lipca 1935 roku prototyp ANT-37, pilotowany przez K. K. Popowa, uległ katastrofie z powodu buffetingu usterzenia. Problem ten dotykał również drugi prototyp, zbudowany na początku 1936 roku. Samolot, z silnikami M-85, w wersji bombowca dalekiego zasięgu DB-2 przewidywano skierować do produkcji seryjnej, lecz ostatecznie jej nie podjęto, wybierając projekt DB-3 Iljuszyna, pozbawionego tej wady i o lepszych osiągach. Drugi prototyp, opisywany również jako ANT-37bis, został dostosowany do wykonywania lotów rekordowych, wymontowano z niego uzbrojenie i zainstalowano dodatkowe zbiorniki paliwa. 24–25 września 1938 roku żeńska załoga w składzie: Walentina Grizodubowa, P. D. Osipienko i M. M. Raskowa przeleciała z Moskwy na Daleki Wschód pokonując w ciągu 26 godzin i 29 minut dystans 5908 km. Tym samym ustanowiły nowy kobiecy rekord świata w odległości lotu. Samolot był następnie wykorzystywany przez Aerofłot, a następnie jako samolot dyspozycyjny do 1943 roku.